# 浜口稔
浜口 稔（はまぐち みのる、1953年4月22日 - ）は、日本の英語学者、翻訳家、詩人。明治大学教授。専門は英語学・言語思想史。筆名に湊禎佳。 

## 人物
沖縄県生まれ。1977年琉球大学法文学部文学科卒業。1981年旧・東京都立大学大学院人文科学研究科修士課程修了。
東京都立大学人文学部英文研究室助手、明治大学理工学部助教授、教授。
1991年オラフ・ステープルドン『スターメイカー』で第一回BABEL国際翻訳大賞・日本翻訳大賞・エンターテイメント部門賞受賞。

## 著書
- 『綾蝶(アヤハベル) - 湊禎佳詩集』（湊禎佳名義、七月堂） 2003
- 『言語機械の普遍幻想 - 西洋言語思想史における「言葉と事物」問題をめぐって』（ひつじ書房、明治大学人文科学研究所叢書） 2011

### 共著
- 『哲学・思想コーパス事典』（アルシーヴ社編、日本実業出版社） 1987
- 『リベラル・アーツと大学の「自由化」 - 教養・専門課目の活性化をめぐる考察』（越智道雄編著、寺島善一, 土屋恵一郎共著、明石書店、明治大学人文科学研究所叢書） 2005

## 翻訳
- 『言語の思想圏』（A・エレゴールほか、平凡社、叢書ヒストリー・オヴ・アイディアズ） 1987
- 『トラップドアが開閉する音』（ロジャー・パルバース、コナミ出版） 1987
- 『スターメイカー』（オラフ・ステープルドン、国書刊行会、クラテール叢書） 1990、新版 2004／ちくま文庫 2021
- 『英仏普遍言語計画 - デカルト、ライプニッツにはじまる』（ジェイムズ・ノウルソン、工作舎） 1993
- 『蒐集』（ジョン・エルスナー / ロジャー・カーディナル編著、高山宏・富島美子共訳、研究社出版） 1998
- 『パンディモニアム - 汎機械的制覇の時代 1660 - 1886年』（ハンフリー・ジェニングズ, メアリー・ルー・ジェニングズ、チャールズ・マッジ編、パピルス） 1998
- 『最後にして最初の人類』（オラフ・ステープルドン、国書刊行会） 2004／ちくま文庫 2024.6
- 『ピープスの日記と新科学』（マージョリー・ホープ・ニコルソン、高山宏解説、白水社） 2014
- 『大図鑑コードの秘密 世界に隠されたメッセージを読み解く』（ポール・ルンダ編、明石書店） 2021
- 『火炎人類』（オラフ・ステープルドン、ちくま文庫） 2025.9